# Luongo (Zambia)
Luongo è un ward dello Zambia, parte della Provincia di Luapula e del Distretto di Kawambwa.